# Carl Lauterbach
Pour les articles homonymes, voir Lauterbach.
Carl Lauterbach (né le 21 novembre 1906 à Burscheid ; mort le 27 juin 1991 à Düsseldorf) est un peintre et collectionneur d’art allemand. 

## Biographie
Il est membre des groupes La Jeune Rhénanie et de l'association des artistes visuels révolutionnaires d'Allemagne,. Dans la lutte contre l'art dégénéré, les nationaux-socialistes lui confisquent 12 œuvres du musée de l'art de Düsseldorf ; certaines sont brûlées le 11 avril 1933 au cours d'un autodafé, un mois avant l'autodafé au niveau national. 
Selon un texte du musée de la ville de Düsseldorf en février 2012, Lauterbach n'est pas dans la résistance : "Contrairement à son image de dissident et d'artiste de la résistance qui lui a valu plus tard, Lauterbach a contribué à une quarantaine d'expositions en Allemagne et dans les territoires occupés par l'Allemagne entre 1933 et 1943, notamment lors de l'exposition d'art organisée par la Wehrmacht pour les soldats allemands à Paris .... Lauterbach n'a pas d'interdiction professionnelle et ses photos ne sont pas considérées comme "dégénérées". Depuis 1934, il est membre de la chambre des beaux-arts du Reich.". Ces nouvelles découvertes viennent de l'historien de l'art et journaliste allemand Werner Alberg.

## Prix
En 1972, il a reçu l'Ordre du Mérite de la République fédérale d'Allemagne. Depuis 1992, une rue de Burscheid porte le nom de Carl Lauterbach. La ville organise une exposition de ses œuvres à l'occasion de son centième anniversaire en novembre 2006. 